# Araeoscelidia
Die Araeoscelidia sind eine kleine Gruppe ausgestorbener diapsider Reptilien. Sie lebten vom Oberkarbon bis zum Unterperm, waren die ersten Diapsiden und eventuell die Schwestergruppe aller späteren Diapsiden. Einige hatten einen euryapsiden Schädel und nur ein oberes Schädelfenster (Araeoscelis), aber das Jugale (Jochbein) war schon gefurcht.

## Merkmale
Ihr äußeres Erscheinungsbild war grazil und eidechsenähnlich. Der Hals einiger Formen war verlängert. Der Schädel war leicht gebaut, die Schnauze kurz. Der Gaumen war primitiv und reich bezahnt. Die wenigen auf den Kieferrändern sitzenden Zähne waren groß und zylindrisch. Ein Ohrschlitz war nicht vorhanden. Der Schwanz war lang, die Beine schlank mit fünf Zehen. Die Vorderbeine waren nur etwas kürzer als die Hinterbeine. Die Tiere hatten sechs bis sieben verlängerte Halswirbel, etwa 25 bis 31 Präsacralwirbel und nur zwei Beckenwirbel. Der Schultergürtel war bei Petrolacosaurus nach hinten verlagert.

## Gattungen
- Araeoscelis
- Kadaliosaurus
- Petrolacosaurus
- Spinoaequalis, aquatisch
- Zarcasaurus